# Pfinz
Pfinz er en flod i  den tyske delstat Baden-Württemberg, og en af Rhinens bifloder fra højre med en længde på 60 km. 
Den har sit udspring i den nordlige del af Schwarzwald nær Pfinzweiler i Straubenhardt. Nær Durlach løber den ud på den øvre Rhinslette og breder sig ud i flere grene og kanaler. Den løber hovedsageligt nordvestover gennem flere byer og landsbyer nord for Karlsruhe, som Staffort. Pfinz munder ud i Rhinen nær Dettenheim-Rußheim. Pfinz krydses af to kanaler, en nær Hagsfeld i Karlsruhe og en ved Dettenheim-Rußheim.
Pfinz har givet navn til byen Pfinztal. Byen blev dannet, da fire tidligere selvstændige landsbyer nær Pfinz blev slået sammen i 1970'erne.
Området omkring floden kaldes traditionelt Pfinzgau.
48°51′32″N 8°30′22″Ø / 48.8589°N 8.5061°Ø